# Айнабулак (Темиршинский сельский округ)
Айнабулак (каз. Айнабұлақ) — село в Каркаралинском районе Карагандинской области Казахстана. Входит в состав Темиршинского сельского округа. Код КАТО — 354879200.

## Население
В 1999 году население села составляло 141 человек (76 мужчин и 65 женщин). По данным переписи 2009 года, в селе проживало 88 человек (47 мужчин и 41 женщина).